# 克里斯蒂·蒙特羅
克里斯蒂·蒙特羅是3D格斗游戏《铁拳》系列中的虚构角色。克里斯蒂是一名非裔巴西籍的拳击手，她使用的是巴西卡波耶拉的格斗风格。
克里斯蒂是传奇卡波耶拉大师的孙女，他曾在狱中教授艾迪·貢多卡波耶拉技艺。艾迪·貢多获释后，艾迪向大师发誓要教他的孙女克里斯蒂学卡波耶拉技艺。仅仅两年时间，克里斯蒂便成为天才，主要参与铁拳之王锦标赛，为在监禁期间生病的祖父寻找治愈方法。
这个角色受到评论家和粉丝的好评，并且与艾迪一起被认为在更大的游戏玩家群和武术社区中推广卡波耶拉技艺，吸引新的观众群体。

## 角色成长
《铁拳3》的开发团队希望在游戏中加入一名卡波耶拉练习者，于是求助开发美术师来创作这个角色。《铁拳3》的游戏设计师之一木本正宏希望卡波耶拉角色是女性，但负责该角色设计的美术师认为女性角色太难设计，于是创造了艾迪。经过一段时间，一位名为克里斯蒂的女性卡波耶拉学徒在《铁拳4》中被创造出来。最初她在可玩性方面是艾迪的有效换肤（实际上是服装和性别转换），但后续的游戏给了她略微不同的时机和一些动作，使她不像同个角色。

## 登场

### 电子游戏
在铁拳系列游戏中，克里斯蒂是一位传奇卡波耶拉大师的孙女，与艾迪·貢多被关在同一间监狱牢房。艾迪学会卡波耶拉技艺，并在他获释后，大师要求他寻找并教授他的孙女卡波耶拉。在第三届铁拳王争霸赛结束后不久便找到她，艾迪想方设法用短短两年教授克里斯蒂成为卡波耶拉的神童。但此后不久，艾迪突然消失，只留下一句话，“那些为我父亲之死负有责任的人必须付出代价。”克里斯蒂为艾迪的突然失踪感到困扰，于是开始寻找他，她唯一的线索是第四届铁拳王争霸赛。
在比赛期间或之后，克里斯蒂成功与艾迪团聚，两人一起见证了克里斯蒂的祖父被释放出狱的时刻。由于长期关押，克里斯蒂的祖父已经变得衰弱，并被诊断出患有绝症，只剩六个月生命。然而，三岛财阀的技术有可能可以治愈他的症状。几天后，克里斯蒂得知第五届铁拳王争霸赛的消息。克里斯蒂把这次比赛视为拯救祖父的机会，相信如果她拥有三岛财阀的先进技术，她也许能够为他找到一种治疗方法。克里斯蒂参加了比赛，但她最终被打败并回到巴西。回到巴西后，她发现祖父和艾迪都失踪了。她得知她的祖父被转移到三岛财阀的医疗机构。为了找到祖父的确切位置，克里斯蒂参加了第六届铁拳王争霸赛 。在她和艾迪的结局中，克里斯蒂发现她的祖父已经过世。她在他的坟墓前崩溃，而艾迪则是将祖父转移到三岛财阀医疗机构接受治疗的责任人，他也因此从口袋里掉出三岛财阀的徽章，轻微地打破它。
克里斯蒂也在非正史《铁拳 Tag Tournament 2》和《铁拳：革命》以及2012年7月发行的DLC《街头霸王 X 铁拳》中作为可操作角色出现，她的官方标签搭档是雷武龍。

### 其他媒体与文化产品
在2009年版电影《铁拳》中，克里斯蒂由美国女演员凯利·奥弗顿饰演。该版本的克里斯蒂是一位综合格斗家而不是卡波耶拉战士，与艾迪·貢多没有任何关系，并且也是风间仁的恋人。
克里斯蒂的角色模特曾在《美信》杂志的“Tekken Maxim Photoshoot”画廊中扮演过克里斯蒂。 Kotobukiya于2012年1月发布了一款1/7比例（高约9.8英寸）的克里斯蒂动作人物模型，作为《铁拳 Tag Tournament 2》故事情节的一部分；以克里斯蒂穿着通常的铁拳服装与舞蹈般的姿势呈现模型，不过裤子被改成了裤裙，内裤也清晰可见。

## 评价

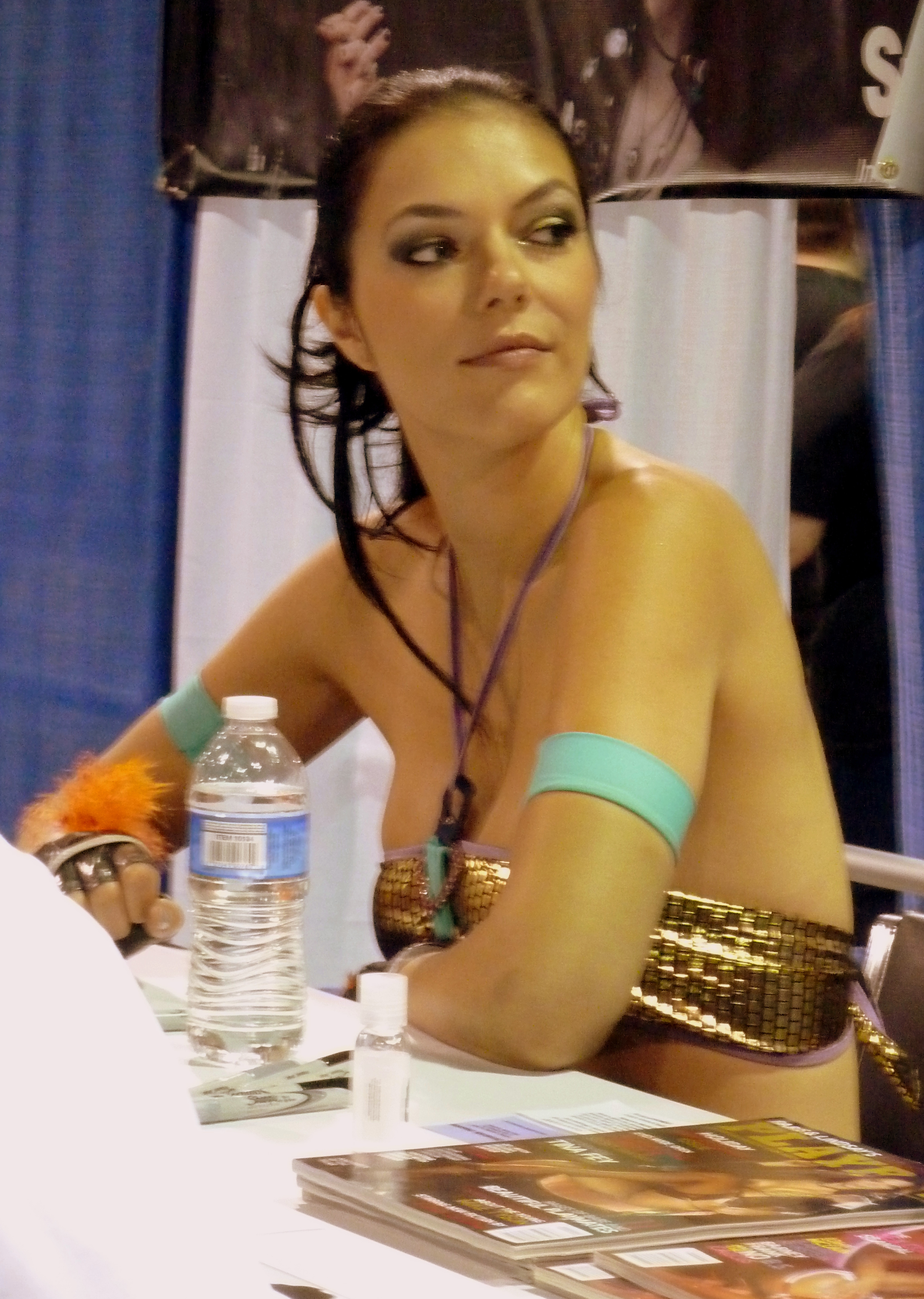
模特雅芝·加里在 2012 年巫师世界芝加哥活动中盛装打扮成克里斯蒂

该角色已被游戏媒体视为电子游戏中“最性感的”女性之一而备受好评。     UGO频道的奥布里·西特森 (Aubrey Sitterson) 在他2011年的“格斗游戏最佳女战士”名单上将克里斯蒂列为第14位：“除了外貌非常诱人之外，巴西女性卡波耶拉大师的概念完全让我们满意。”  综合杂志的Kevin Wong在2013年评论说：“凭借大眼睛和更大的……嗯……微笑，克里斯蒂立即引起了我们的注意。” 美信在 2010 年谈到这个角色时表示，“克里斯蒂取代了先前独立的卡波耶拉风格角色艾迪·貢多，很快就让自己成为了一个受欢迎的《铁拳》角色。”  NBC新闻网的汤姆·洛夫图斯 (Tom Loftus) 在他2005年对《铁拳5》的评论中说，“谁能抗拒克里斯蒂·蒙特羅 (Christie Monteiro)呢？一位巴西卡波耶拉专家对扎染有着时尚的偏好？” 
然而，克里斯蒂的游戏机制、角色设定以及在2009年电影《铁拳》中的外观等方面受到了批评。USGamer的萨曼莎·莱希塔默 (Samantha Leichtamer) 将她列为“有史以来最烂的10个电子游戏角色”之一，因为“到处都是连按按钮和菜鸟们终于有机会进入格斗游戏领域。”  GamesRadar+在2002年表示，“[艾迪]·貢多的接替者克里斯蒂很有前途，但在紫色闪亮的外表下，她仍然是老式的菜鸟玩家的乐园，只有两个新的胜利姿势和一些不同的投掷动作。”  IGN的杰里米·邓纳姆 (Jeremy Dunham) 对《铁拳 5》的评论中表示，“我特别高兴南梦宫终于缓和克里斯蒂·蒙特羅这样的新手‘混蛋’”。 她在2010年被NowGamer评价“游戏史上最不合适的服装”专题报道中：“撇开便宜不谈，我们无法理解克里斯蒂的上衣如何在她像刺猬索尼克一样快速旋转和滚动时设法保持不变。“  2012 年，Game Informer的 Writtin King视克里斯蒂为“令人难以忍受”的角色并被列为“最荒谬”的铁拳角色之一：“我不知道为什么克里斯蒂认为参加（并且不可避免地输掉）一个格斗锦标赛能够拯救她生病的爷爷”  PopMatters的布伦特·麦克奈特 (Brent McKnight)将2009年电影《铁拳》中的克里斯蒂描述成主角风间仁的“迫使情人”。